# Wendy Mass
Wendy Mass (Livingston, Nova Jersey, 22 d'abril de 1967) és una autora estatunidenca que escriu principalment per a joves i nens. És coneguda sobretot per les seves novel·les per a joves A Mango Shaped Space i Jeremy Fink and the Meaning of Life. És llicenciada en arts per la Universitat Tufts, i té un màster per la Universitat Estatal de Califòrnia i un doctorat per la Universitat Drew.
Viu a Sparta (Nova Jersey), amb el seu marit Michael, els seus bessons Chloe i Griffin i els seus dos gats. Mass ha viscut a Nova Jersey i a Los Angeles.

## Assoliments
Wendy Mass ha guanyat el "premi Schneider Family Book per a l'escola secundària" de l'Associació Americana de Biblioteques (ALA) l'any 2004 pel seu llibre A Mango Shaped Space. També ha estat nominada a 74 premis estatals de llibres. Els seus llibres s'han traduït a 14 idiomes diferents i alguns s'han gravat com a audiollibres. Una de les seves novel·les per a adults joves, Jeremy Fink and the Meaning of Life, es va adaptar a una pel·lícula el 2011.